# 霍夫特瓦
49°25′9″N 33°51′27″E / 49.41917°N 33.85750°E
霍夫特瓦（羅馬化：Hovtva）是烏克蘭中部的村莊，隸屬波爾塔瓦州的克雷門丘克區。該村處於普肖爾河左岸，海拔高度79米，2001年該村落人口417。